# Louise Stahle
Louise Stahle, född 1985, är en svensk professionell golfspelare. 

## Amatörkarriär
Stahle hade en mycket framgångsrik amatörkarriär. 2002 vann hon French Open Amateur Championship och var 2:a i Girl's British Open. Samma år representerade hon Europa i PING Junior Solheim Cup. 2003 var hon med i det segrade europeiska laget i samma tävling. 2004 blev Stahle den första svenska att vinna Ladies' British Open Amateur Championship. Samma år också den anrika tävlingen St. Rule Trophy på St. Andrews Old Course samt även Beirut Café Ladies Trophy på Telia Tour. Louise Stahle blev den näst bäst placerade (T8) amatören i Weetabix Women's British Open 2005 och samma år vann hon för andra gången i rad Ladies' British Open Amateur Championship och blev den första spelaren på 30 år att försvara denna titel. Louise ingick i svenska amatörlandslaget 2001-2005 och var 2004 med i det vinnande laget i Espirito Santo Trophy World Amateur Golf Team Championship i Puerto Rico. 
Stahle spelade collegegolf för Arizona State University 2004-2005 och presterade ett av de bästa resultaten för en freshman i skolans historia. Hon vann tre segrar och hade fyra andraplatser. Hon utsågs 2005 till årets spelare inom den amerikanska collegegolfen och vann även priset för lägsta snittscore under året (Golfstat Cup).

## Proffskarriär
Stahle blev proffs i augusti 2005 och kvalade in till LPGA-touren i december 2005, där hon 2006-2011 spelade 56 tävlingar med en 8:e placering i 2009 Sybase Classic som bästa placering.  2006 kvalade Louise in till Ladies European Tour och spelade där 49 tävlingar under 2007-2012 med 2:a platser i Ladies Open de Portugal (2007) och Ladies German Open (2008) som bästa placeringar.  I december 2014 kvalade Stahle åter in till LPGA-touren och Ladies European Tour.